# Issandr El Amrani
Issandr El Amrani (Rabat, 1977) is een Belgisch-Marokkaans journalist en Midden-Oostenanalist.

## Biografie
El Amrani is de zoon van een Belgische moeder en Marokkaanse vader.
In 2000 verhuisde hij naar Caïro en schreef er vanaf 2003 op zijn blog ‘Arabist.net’, een van de langstlopende blogs in de regio. Zijn blog werd door CNN als ‘must-read’ omschreven. Daarnaast is hij columnist en analist voor verschillende kranten en tijdschriften, waaronder Foreign Policy, The Economist, Financial Times, The Daily Star en The Guardian. Daarnaast presenteerde hij een aantal afleveringen van de documentaireserie Democracy Now! en was hij te zien in een aflevering van Hannity & Colmes en On the record.